# Michela Ceschia
Michela Ceschia (San Canzian d'Isonzo, 28 settembre 1958) è un'ex cestista italiana.

## Biografia
Si dedica da bambina al pattinaggio a rotelle, ma lo sviluppo e la corporatura la portano a dedicarsi alla pallacanestro. Utilizzata come centro, viene notata e acquistata dalla Standa Milano, che la utilizza nel settore giovanile inizialmente, e la fa debuttare a diciotto anni in prima squadra, nel 1976. Rimane in squadra per dieci anni, sfiorando diverse volte la vittoria dello scudetto, e negli ultimi anni di carriera si trasferisce a Como, nella Ginnastica Comense 1872.
In Nazionale debutta nel 1979, disputando un mondiale, tre europei e una qualificazione olimpica.